# Клисфен Старший
Клисфен Старший (Клисфен Сикионский; др.-греч. Κλεισθένης) — предпоследний тиран Сикиона (596 до н. э. — 565 до н. э.) из рода Орфагоридов. Сын Аристонима, внук Орфагора. Как отмечают, «одна из самых значительных фигур своего времени (1-я четверть VI в.)».
Сначала помог брату Исодаму избавиться от другого своего брата, Мирона II. Стал его соправителем, затем послал Исодама в Коринф и не пустил его обратно.
Принадлежа к додорийской филе эгиалеев, Клисфен помог своим соплеменникам одержать верх над дорийцами, переименовал эгиалеев в архелаев (вождей), а дорийским филам дал прозвища, заимствованные от имён свиньи, осла и поросёнка. Он воевал с Аргосом, уничтожил культ аргосского героя Адраста и изгонял гомеровских рапсодов за восхваление Гомером Аргоса. Завоевал город Пеллены.
В войне амфиктионов с Киррой (600 до н. э. — 590 до н. э.) он был одним из вождей. Он победил на первых Пифийских играх, учреждённых после окончания Первой Священной войны.
Его правление отличалось пышностью. Геродот подробно описывал собрание женихов, пытавших добиться руки его дочери Агаристы, вышедшей позже за Мегакла; вероятно, это предание — чисто эпического характера.